# Северен Урал
Северен Урал (на руски: Северный Урал) е планина в средната част на планината Урал, разположена в югоизточната част на Република Коми, западната част на Ямало-Ненецки автономен окръг, североизточната част на Пермски край и северозападната част на Свердловска област в Русия. По билото на планината преминава границата между Европа и Азия. Простира се от север на юг на протежение около 550 km, от паралелния участък на река Шугор (десен приток на Печора) до долината на река Косва (ляв приток на Кама). Ширина 150 – 200 km. Преобладаващи височини 800 – 1200 m, максимална – връх Терпосиз 1617 m (63°55′07″ с. ш. 59°10′52″ и. д. / 63.918611° с. ш. 59.181111° и. д.), разположен в северната ѝ част, на територията на Република Коми.
Осовата, най-висока част на планината, е изградена от кристалинни шисти, кварцити и кварцови пясъчници, пронизани от интузии на габро и перидотити. По западните склонове преобладават седиментните наслаги, а по източните – седиментните и вулканогенните наслаги. По-голямата част от хребетите в планината имат заоблени върхове, на места с остатъчни скалисти зъбери. От западните склонове на Северен Урал водят началото си река Печора и нейните десни притоци Шугор, Подчере и Илич и левите притоци на река Кама (ляв приток на Волга) – Вишера (с притоците си Колва и Язва), Яйва и Косва. От източните склонове водят началото си реките Сосва, Лозва и Пелим (притоци на Тавда, ляв приток на Тобол) и Северна Сосва (ляв приток на Об) с притока си Ляпин. Склоновете на планината са обрасли предимно с гори от смърч, ела и лиственица, а по рядко – от бор и кедър. Над 700 – 800 m се простира планинска тундра и безжизнени каменисти пространства.

## Национален атлас на Русия
- Североизточна част на Европейска Русия[2]